# Regina Kari
Regina Kari po mężu Harjula (ur. 18 czerwca 1892 w Tampere, zm. 24 maja 1970 w Toijala) – fińska pływaczka reprezentująca Wielkie Księstwo Finlandii z początku XX wieku, uczestniczka igrzysk olimpijskich.
Podczas V Letnich Igrzysk Olimpijskich w Sztokholmie w 1912 roku, Kari wystartowała w jednej konkurencjach pływackich. Na dystansie 100 metrów stylem dowolnym z nieznanym czasem zajęła szóste miejsce w czwartym wyścigu eliminacyjnym i odpadła z dalszej rywalizacji. Obok Tyyne Järvi była jedną z dwóch Finek na tych igrzyskach.